# 광양하이텍고등학교
광양하이텍고등학교(光陽하이텍高等學校)는 대한민국 전라남도 광양시 광양읍 우산리에 있는 공립 고등학교이다.

## 학교 연혁
- 1951년 8월 31일 : 광양농업고등학교 설립인가
- 1951년 10월 10일 : 광양농업고등학교로 개교
- 1962년 2월 17일 : 광양원예고등학교로 교명 변경
- 1963년 11월 1일 : 광양농업고등학교로 교명 변경
- 1983년 9월 1일 : 중, 고 분리 현 교사로 이전
- 1989년 3월 1일 : 광양실업고등학교로 교명 변경
- 2013년 7월 3일 : 학과개편(관광농업과, 원예조경과, 애완동물관리과, 화훼장식디자인과 → 바이오산업과. 조선기계과 → 기계과)
- 2015년 3월 1일 : 광양하이텍고등학교로 교명 변경
- 2020년 7월 13일 : 학과개편(바이오산업과 4학급 → 스마트팜과 2학급, 반려동물과 1학급, 식품가공과 1학급) (기계과 3학급 → 제철기계과 3학급)
- 2025년 1월 8일 : 제72회 93명 졸업(총 10,874명 졸업)
- 2025년 3월 1일 : 제24대 임윤석 교장 부임

## 설치 학과
- 식품가공과
- 반려동물과
- 스마트팜과
- 제철기계과

## 참고 자료
- 광양하이텍고등학교 - 한국교육학술정보원 학교알리미